# Batterie du Grouin
La batterie du Grouin est un ancien bâtiment défensif militaire situé dans la commune de Loix, sur la côte nord de l'île de Ré, dans le département de la Charente-Maritime (région Nouvelle-Aquitaine).

## Histoire
Remplaçant un édifice défensif plus ancien, la batterie du Grouin, abusivement appelée " Fort du Grouin ", est dessinée en 1734 par l'ingénieur Louis-Étienne Pretteseille, et édifiée en 1742 au nord du village de Loix. Elle n'est alors formée que d'une levée de terre en arc de cercle, protégeant un corps de garde prévu pour 24 hommes. Il contient deux pièces réservées au gardien en plus du logement des soldats et un dépôt de munitions. En 1755, la batterie est armée de trois pièces de canon, protégeant la fosse de Loix, principal mouillage de l'île de Ré et le plus sûr par mauvais temps. Elle assure aussi un rôle défensif de la citadelle de Saint-Martin au sud et de la Redoute des Portes au nord. Pendant la Révolution, le projet d'armement de quatre pièces de canon proposé en 1788 est réalisé. Un fourneau à rougir les boulets est aussi ajouté.
À la suite de la chute de Napoléon 1er, en 1814, toutes les batteries présentes sur l’île sont désarmées et abandonnées pour des raisons économiques, y compris celle du Grouin. Lors de la Monarchie de Juillet puis sous le Second Empire, le littoral retrouve un grand enjeu stratégique. De plus, l'artillerie rayée, un nouveau type d'artillerie permettant d'accroître la portée des projectiles explosifs, est peu à peu mise en service. Ainsi, entre 1861 et 1863, la batterie du Grouin et reconstruite selon le modèle standard fixé par le ministre de la Guerre en 1846. Elle comprend alors un corps de garde accessible uniquement par un pont-levis car entouré d'un fossé. Les murs sont percés de quatre meurtrières. Le bâtiment, composé d'un sous-sol et d'un rez-de-chaussée divisé en logements pour l'officier et le gardien peut contenir 20 hommes. La batterie est couverte d'une terrasse à créneaux. En 1881, la batterie est finalement déclassée.

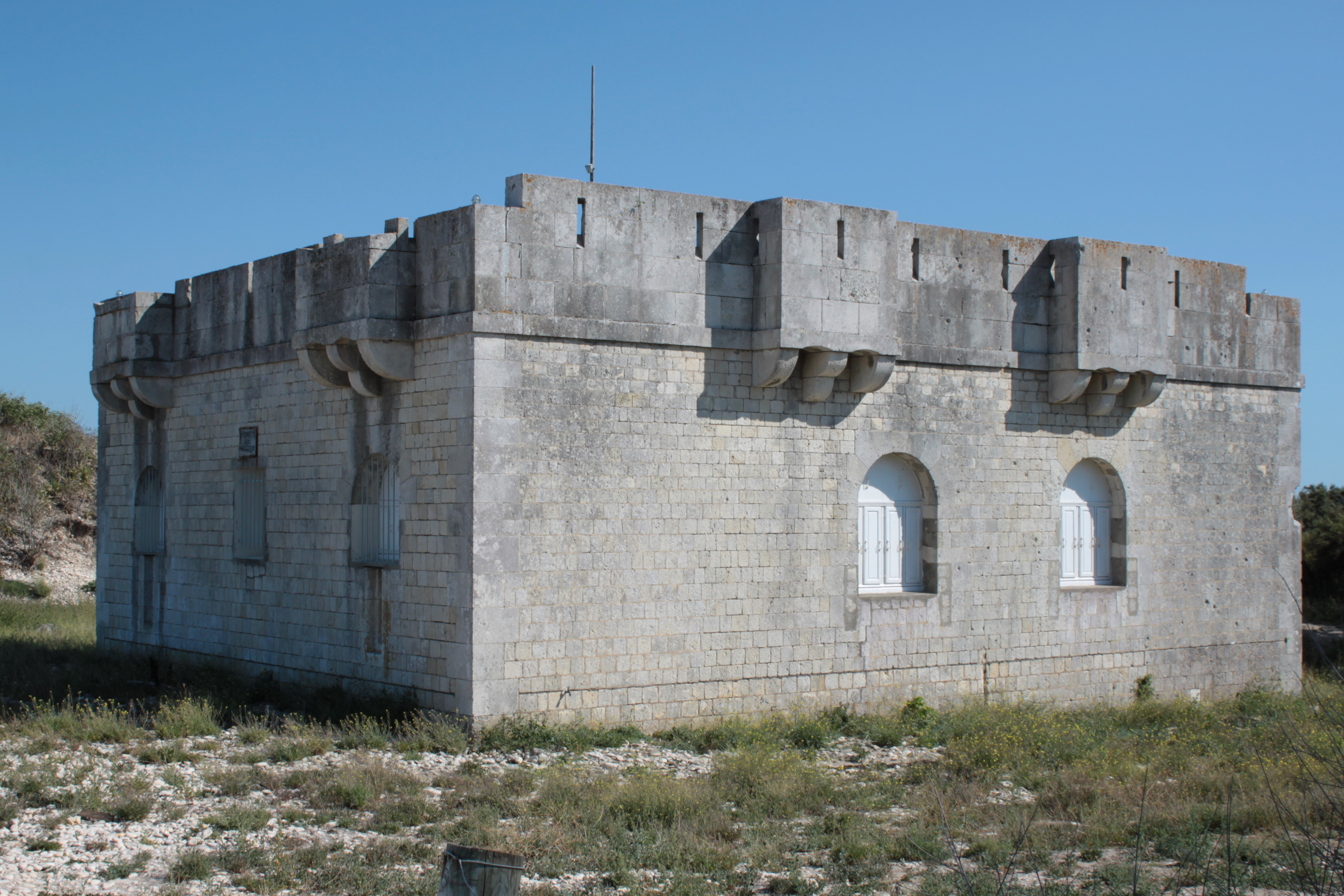
Autre vue de la batterie

Sous l'occupation, la Wehrmacht occupe la batterie et l'intègre au Mur de l'Atlantique. Elle est renommée par le nom de code Wn Ro 437 Martha. Les soldats creusent quelques tranchées sur la plage.
Trois années après la fin de la guerre, en 1948, la batterie du Grouin est remise au Domaine Public. L'année suivante, elle est vendue aux enchères à un particulier. Le nouveau " fort " est inauguré en 1950, avec la venue de la fanfare, à pied depuis le centre de Loix, menée par le curé et le maire. Elle a été restaurée en 2005.

## Aujourd'hui
La batterie du Grouin reste depuis 1949 une propriété privée, aménagée en maison. Elle reste la seule habitation à la ronde, située à 2 km du centre de Loix.